# John Candy
John Franklin Candy (Toronto, 31. listopada 1950. – Durango, 4. ožujka 1994.),  priznati kanadski komičar i glumac. Među njegovim poznatijim filmovima su "Sam u kući", "Mala trgovina užasa", "Ujak Buck" i "Avioni, vlakovi i automobili".

## Mlade godine
Rodio se u Torontu 31. listopada 1950. Pohađao je katoličku srednju školu Neil McNeil, gdje je igrao kanadski nogomet.

## Karijera
Nakon toga se zainteresirao za glumu nastupivši prvi put 1973. godine u filmu "Class of '44". U karijeri je snimio 48 filmova, a mnogi kritičari govore da je najbolju ulogu ostvario u filmu Avioni, vlakovi i automobili.
Nastupao je neko vrijeme u seriji Second City Television (SCTV) gdje je imitirao i glumio veliki niz likova. Godine 1980. iskazao se u filmu "Braća Blues" gdje je glumio socijalnog radnika Elwooda Bluesa.
Nakon toga je nizao još uloga, među kojima je i ona u filmu "Mala trgovina užasa", a namjeravao je glumiti i u "Istjerivačima duhova", ali ulogu nije dobio jer se producentima nije svidio način na koji je htio glumiti zadanu ulogu. Ulogu je dobio Rick Moranis.
Tijekom 1990-ih karijera mu je pošla silaznom putanjom, ali on ju je pokušao oživiti drugim tipovima ulogama. Jednom je odbio voditi šou CHBC-a jer su ga nazvali "najvećom zvijezdom u Kanadi". Time su se podrugljivo smijali njegovoj težini. Otac mu je umro jako mlad od srčanog udara. Liječnici su mu govorili da mora smršavjeti, ali je on to odbijao govoreći da mu izgled donosi uloge.
Umro je u snu snimajući film "Kočija istočno", svoj najgori rad, po sudu kritike i publike. Imao je samo 43 godine. Iza njega ostali su njegova supruga i djeca, sin Christopher i kćer Jennifer.

## Izabrana filmografija
- 1976. Tunel Vision
- 1979. Izgubljeno i pronađeno
- 1979. 1941.
- 1980. Braća Blues
- 1981. Narednik će poludjeti
- 1981. Heavy Metal (glas)
- 1983. Najluđi godišnji odmor
- 1984. Splash
- 1986. Mala trgovina užasa
- 1987. Spaceballs
- 1987. Avioni, vlakovi i automobili
- 1989. Tko je Harry Crumb?
- 1989. Ujak Buck
- 1990. Sam u kući
- 1991. Samo usamljeni
- 1991. JFK
- 1993. Hladne staze
- 1995. Kanadska šunka (postumno)

## Vanjske poveznice
- John Candy u internetskoj bazi filmova IMDb-u (engl.)
- JohnCandy.com - The home of everything John Candy
- All Movie Guide entry for John Candy  Arhivirana inačica izvorne stranice od 20. veljače 2021. (Wayback Machine)
- Find-A-Grave profile for John Candy